# Pierre Chevalier (alpiniste, spéléologue)
Pour les articles homonymes, voir Pierre Chevalier et Chevalier.
Pierre Chevalier, né le 24 avril 1905 à Paris et mort le 1er décembre 2001 à Lyon, est un alpiniste et spéléologue français.  

## Biographie
Pierre Chevalier est né le 24 avril 1905 à Paris où il réalise toutes ses études. En 1927, il obtient son diplôme d’ingénieur-chimiste. Il est membre du Groupe de Bleau, groupe de parisiens passionnés d'escalade, au sein duquel il rencontre notamment sa femme et son futur beau-frère Marcel Ichac. Le 22 décembre 1931, Pierre Chevalier épouse Élisabeth Lartigue, ingénieur ESME. Ils auront trois enfants : Jacques (1933), Nicole (1938) et Michèle (1943).
En mars 1935, Pierre Chevalier entre comme chimiste de recherches aux usines Rhône-Poulenc de Saint-Fons. Il réalisera toute sa carrière chez Rhône-Poulenc à Lyon, particulièrement dans l'étude des silicones (de 1946 à 1966).
Le groupe familial de Pierre Chevalier, soudé par les sœurs et cousines Lartigue-Picamilh, se consacrera largement à l'exploration et à la montagne au cours du XXe siècle avec notamment le cinéaste de montagne Marcel Ichac et le photographe et reporter africaniste Pierre Ichac. Un groupe renforcé par les amitiés communes au sein du Groupe de Bleau, qui regroupait le week-end les alpinistes parisiens éloignés des montagnes.
Pierre Chevalier est inhumé le 6 décembre 2001 dans le cimetière de Grésy-sur-Aix (Savoie), au pied du massif des Bauges qu’il a fréquenté lors de campagnes spéléos.

### L'alpiniste
De 1923 à 1949, Pierre Chevalier totalise 255 sommets, dont 40 de plus de 4 000 mètres (de 1939 à 1945, ce fut une pause côté montagne, remplacée par une intense activité spéléologique dans la Dent de Crolles).

### Le spéléologue
Ses débuts dans la spéléologie se font sur le massif d’Arbas-Paloumère (Haute-Garonne), notamment au puits du Plantillet avec Félix Trombe, Guy Labour et Gabriel Dubuc en août 1934.
De 1936 à 1938, les expéditions avec le Spéléo-club de Paris lui permettront d’explorer plusieurs cavités :
- dans le Vercors : grotte de la Luire, scialet de Malaterre (-155), Gour Fumant (-120), grotte de Bournillon, grotte des Deux-Sœurs (-57), scialet de la Combe de Fer (-183), grotte de Coufin, scialet du Pichet, grotte des Déramats, grotte de Bury (-70) ;
- dans le Doubs, le réputé gouffre du Paradis,
- dans le Dévoluy, le fameux chourum Dupont.

### Les innovations techniques
Pierre Chevalier est membre fondateur du Spéléo-club alpin de Lyon, une équipe dynamique allant arpenter les massifs rhônalpins. Ces membres du Spéléo Club Alpin sont pour la plupart des montagnards, la spéléologie est pour eux une autre forme de conquête, à l’opposé de celle des sommets.
Si le matériel créé par Robert de Joly demeure d’une utilisation quasi générale, il est cependant certain qu’une grande part des exploits souterrains réalisés à partir de la Seconde Guerre mondiale revient au matériel et à la technique dite « alpine », qui se dégagent peu à peu des mises au point de Pierre Chevalier et de ses collaborateurs, surtout Henri Brenot et Fernand Petzl, puis plus tard de Bruno Dressler, puis de Georges Marbach.
- Henri Brenot avait d’ailleurs construit le « singe », ancêtre de l’actuel « jumar », dès 1932, mais son emploi par Pierre Chevalier et Félix Trombe avait montré qu’il usait trop rapidement les cordes de chanvre. H.-P. Guérin le mentionne cependant en 1944, en même temps que le « frein de descente » dans son petit Manuel technique de spéléologie dans lequel il complète la description du matériel de Robert de Joly par celui de Pierre Chevalier.
- Pierre Chevalier permet l’emploi pratique des nouveaux agrès par son importante contribution à la création de cordes de nylon pour l’alpiniste et le spéléologue.
- Pierre Chevalier montre l’exemple des grandes escalades de cheminées grâce au mât démontable et haubané qu’il utilise dès 1941 dans l’intérieur du réseau du Trou du Glaz.

Longtemps après ces innovations, on s’apercevra qu’un tel renouvellement du matériel a modifié la conception de l’exploration, notamment en supprimant une bonne part des porteurs et aides qui devaient rester sur des relais afin d’assurer le spéléologue « de pointe » et « manipuler les échelles » .
« Le C.A.F. a eu de ce point de vue un rôle historique de premier plan. En 1936, est créée, sous la direction du docteur J. Maheu, la Commission de Spéléologie du Club alpin français, toujours en fonctionnement en 1988. En même temps sont fondés les deux grands clubs spéléologiques du C.A.F. : le Spéléo-club de Paris et le Spéléo-club alpin de Lyon. Tous deux représentent le prototype des clubs qui vont se développer après la seconde guerre mondiale et assurer la prééminence de la spéléologie française. [...] Le Spéléo-club de Lyon, fondé par Pierre Chevalier, est lui l’exemple de la deuxième approche de la démarche spéléologique moderne : celui de la concentration de l’activité sur la région d’implantation du club et sur une grande cavité. Mettant à profit leur valeur technique alpine, les cafistes du S.C.L. réalisent entre 1935 et 1947 l’exploration complète du réseau de la Dent de Crolles, donnant à la France, pour plusieurs années, le record mondial de profondeur (−603 m). Les explorations du S.C.L. rapportées dans le livre de P. Chevalier, Escalades Souterraines, enthousiasmèrent les milieux spéléologiques français et étrangers. Par leur motivation, l’engagement des participants et leur valeur d’exemple, on peut les considérer comme un des points d’origine de la spéléologie moderne » .

### Pierre Chevalier dans l’Ain(1935-1937)
Pierre Chevalier a visité 7 cavités (précédemment explorées) dans le Bugey entre fin 1935 et 1937 : gouffres de Planachat no 1 et 2, grotte de Vaux-Saint-Sulpice, précipice des Queues, grotte de Charabotte (où il lève un plan de 530 m), grotte de Jujurieux (levé d’un plan avec estimation du développement à 1 200 m) et grotte de Corbière explorée sur 150 m.

### Pierre Chevalier enSaône-et-Loire(1937-1942)
De 1937 à 1942, Pierre Chevalier avec le Spéléo-club alpin de Lyon et le Club alpin de Mâcon reprennent les explorations dans le gouffre de Blanot.

### Pierre Chevalier en Chartreuse

#### Le Réseau de laDent de Crolles(Chartreuse, 1935-1947)
Pierre Chevalier a consacré 12 années d’explorations au réseau de la Dent de Crolles (Escalades Souterraines - Douze ans dans le plus grand gouffre du monde ou La Dent de Crolles et son réseau souterrain). Pierre Chevalier et son équipe décident de reprendre le trou du Glaz le 1er novembre 1935 ; à cette date, le développement de la grotte du Guiers Mort et du trou du Glaz avoisine les 2 400 mètres.
Fin 1936, les difficiles explorations font augmenter légèrement le développement à 3 040 mètres. Fin 1938, il est de 3 854 m ; fin 1939, il passe à 5 477 m et en 1940, à 7 764 m.
Le 8 août 1941, la jonction entre le trou du Glaz et la grotte du Guiers Mort est effective, c’est le record de France de profondeur ; le réseau développe dorénavant 9 164 mètres.
Le 11 septembre 1943, la grotte Chevalier est explorée et la grotte Annette est découverte. Le développement (avec la grotte Chevalier) fait un bond à 14 230 mètres. Fin 1944, le développement est de 15 080 mètres et 16 003 mètres en 1945. Le 3 août 1946, le trou du Glaz est relié à la grotte Annette. Le 4 mai 1947, après des séances marathon de remontées au mât, le trou du Glaz est jonctionné avec le P40 sus-jacent, la Dent de Crolles est quasiment pénétrable sous toutes ses faces ! C’est le record du monde de dénivelé avec 603 mètres ; le réseau développe 16 898 mètres.
En 1952, aura lieu le premier stage national à Perquelin (Saint-Pierre-de-Chartreuse) dirigé par Pierre Chevalier et la première traversée P40 - Guiers Mort.
« Ce stage, national de par les souhaits des dirigeants des groupes lyonnais et sous l’égide du C.N.S., sera organisé sur la commune de Saint-Pierre-de-Chartreuse, au pied du massif de la Dent de Crolles du 19 juillet au 3 août : Pierre Chevalier en est le responsable technique, et on y retrouve au niveau de l’organisation Charles Schaffran. Un historique du projet ainsi que le compte rendu de ce stage ont été publiés dans le bulletin du C.N.S. par Pierre Chevalier. Une trentaine de stagiaires venus de 24 groupes différents furent encadrés par M. Petit-Didier, Y. Créac’h, M. Jambert, J. Mauvisseau et H. Paloc ainsi que des membres du Spéléo-club alpin de Lyon dont Fernand Petzl. Des conférences furent assurées par Jacques Rouire, André Bonnet et Pierre Chevalier. Lors du stage, la première traversée intégrale du réseau actif de la Dent de Crolles (gouffre P.40 - grotte du Guiers Mort), soit une dénivellation de 603 m, fut réalisée en 30 heures par 8 participants (400 m de puits, dont un de 60 m aux échelles ou en rappel !) » .

#### Le massif de l’Aulp du Seuil (Chartreuse)
En 1937, Pierre Chevalier ajoute 600 m dans la grotte du Guiers-Vif. Entre 1947 et 1950, il explore avec les grenoblois, la grotte de Mort-Rû sur près d’un kilomètre.

#### Le massif de l’Alpe
En 1937, Pierre Chevalier explore le gouffre du Grand Ragne (-111) et partiellement celui du Petit Ragne (-79). À la grotte du Biolet, dont l’entrée a été découverte avant 1947 par J.-C. Rey et explorée sur 200 mètres, puis poursuivie le 1er juin 1947 par Eisenstein les A. J. de Voiron, le 7 juin, Pierre Chevalier et Charles Petit Didier forcent une 2e chatière et explorent le 2e méandre : 60 m en amont, 50 m en aval et le 1er méandre Banti Aval sur 250 m. Les 13 et 14 juillet 1947, Pierre Chevalier, Charles Petit Didier, Bailly, Gonthard, Michallet et Eisenstein atteignent après une expédition de 18 h la cote -252 dans le réseau Chevalier. Les 9 et 10 novembre 1947, Chevalier, Gevril, Gendre, Revollat et Petit Didier, atteignent -166 dans le réseau Banti Aval. Du 30 octobre au 1er novembre 1948, une forte équipe composée de Chevalier, Petit Didier, Trémeau, Bouffé, Eymas, Gonthard, Mathieu, Berger, Cadoux et 6 grimpeurs lyonnais, atteignent au cours d’une expédition marathon de 39 h le fond du réseau Chevalier à -338.
La première entrée du futur réseau de l’Alpe.

#### Lemont Outheran(1937-1938)
Pierre Chevalier y explore 7 gouffres en 1937 et 1938, dont le gouffre Mollard (-117), gouffre du Mont Outheran (-112) et l’aven du Grand Boum (-92).

#### Le massif de l’Épine (1937)
En 1937, Pierre Chevalier explore plusieurs petites cavités, dont la grotte de la Conche ou de Nances jusqu’à la première voûte mouillante. Les 1er et 15 novembre 1936, en compagnie de M. Perche, il explore le Golet des Lépreux ou gouffre Chevalier jusqu’à -130 ; le 4 septembre 1937, avec Hurlimann, Perche et Vacher, ils atteignent -195 (recoté -168).
Pierre Chevalier a visité quelques cavités de moindre importance sur les massifs du Granier, du Grand Som, de la Cochette, de la Roche Veyrand. Sur le Mont Tournier, il a topographié sur 560 m la grotte de Vérel de Montbel.

### Pierre Chevalier dans lesBauges
En 1937, Pierre Chevalier s’arrête (sans raison) vers -105 dans la Tanne des Grands Rafous. 
En 1942, Pierre Chevalier, probablement avec Fernand Petzl (dixit) à la recherche de grandes relations hydrogéologiques verticales du côté de la grotte de la Diau en Haute-Savoie, aborde à la grotte de Pré-Rouge et explore une partie du réseau auquel il a été donné son nom par la suite. Il pénètre jusqu'au passage clé numéro 24, où il signe à la date du 10/08/1942. Pierre Chevalier remarque alors que les galeries, occupées par de nombreux débris de colonnes de calcite, confirment le fait que des visiteurs frontaliers faisaient le commerce des concrétions. Puis il arpente les sommets de la montagne de Bange et recense de nombreux gouffres.
En 1953, Pierre Chevalier avec le Spéléo Club de Lyon explorent la Tanne des Cochons jusqu’à -108 pour un développement de 200 m.

### Pierre Chevalier dans leVercors

#### Sur le plateau d’Engins
En 1950-1951, il explore le gouffre P2 (-257) et en 1954 le gouffre Jean Noir jusqu’à -134.
En 1951 et 1952, il explore la difficile grotte des Deux-Sœurs jusqu’à -181 m. En 1952, dans la grotte de Gournier, Pierre Chevalier, Petit Didier, Eymas, Sillanoli franchissent la cascade de 12 et atteignent la Grande Muraille dans la salle Chevalier à +200 m.
En 1954, il participe pendant une semaine au camp de -500 au gouffre Berger.

### Pierre Chevalier dans lesPréalpesde la Haute-Savoie
En Haute-Savoie, avec le Spéléo-club alpin de Lyon, il topographie la grotte de l’Ours sur le Semnoz et la grotte de Mégevette en août 1938. Il explore la Tanne à la Graille, sur la montagne de Sous-Dîne jusqu’à -179. En 1939, un petit tour à la grotte de l’Ermoy, à Samoëns.
Cette équipe du club alpin s’intéresse particulièrement au massif du Parmelan, la grotte de la Diau sous-jacente laisse présager des découvertes intéressantes, en 1942 et 1943, avec Fernand Petzl et l’équipe de la Dent de Crolles, +130 m en 1949 et +162 m en 1950 ; l’équipe explore le gouffre du Pertuis jusqu’à -155, entre 1942 et 1945, le gouffre Glacé jusqu’à -108 en 1948, le puits du Bonnet jusqu’à -130 et le puits du Méandre jusqu’à -100 en août 1951. Ces explorations s’effectuent conjointement avec les Éclaireurs de France d’Annecy.
En 1950, il explore la tanne à Parot et en 1951, prospection sur le mont Téret.

### Pierre Chevalier ailleurs
- En 1947, Pierre Chevalier effectue des escalades au mât dans les « salles rouges » de l’aven d’Orgnac (Ardèche).
- Il visite la grotte de Trabuc (Gard), la grotte de la Cigalère (Ariège) et le gouffre d'Esparros (Hautes-Pyrénées).

## Responsabilités et distinctions
- Pierre Chevalier est membre du Groupe de haute montagne en 1925. Secrétaire général en 1929-1930. Membre du Comité de 1929 à 1935.
- Membre (à vie) du Club alpin français en 1924.
- Membre fondateur en 1935 du Spéléo-club de Lyon - et vice-président en 1937. En 1943, le S.C.L. est dissous et remplacé par la Commission de Spéléologie de la Section Lyonnaise du Club alpin français. sous le nom de Spéléo-club alpin de Lyon, Pierre Chevalier en est le président.
- Membre fondateur en 1936 du Spéléo-club de Paris.
- Membre actif (à vie) en 1937 de la Société spéléologique de France, vice-président en 1938, président de 1951 à 1953.
- Vice-président en 1949 du Comité national de spéléologie.
- Membre d’honneur en 1963 de la Fédération française de spéléologie.
- Nombreuses distinctions honorifiques du Touring club de France, Société de géographie, Club alpin français, Ministère de l’Education physique et des sports et Mérite Civique.

## Sources et références
- Delanghe, Damien, Médailles et distinctions honorifiques (document PDF), in : Les Cahiers du CDS no 12, mai 2001.
- Association des anciens responsables de la fédération française de spéléologie : In Memoriam.
- Chevalier, Pierre Escalades Souterraines - Douze ans dans le plus grand gouffre du monde, 1948.
- J. Cadoux - J. Lavigne - G. Mathieu - L. Potié,

Opération -1000, 1955.
- P. Boulanger, Grottes et Abîmes, 1966.
- Inventaire spéléologique du Massif de la Chartreuse, B. Talour, C.D.S. Isère, 1975.
- G. Marry, Gouffre Berger - Premier -1000 - 20 ans d’exploration, 1977.
- J.-M. Frachet et B. Lismonde, Grottes et Scialets du Vercors, Tomes 1 et 2 (Vercors Nord et Sud) - 1978/1979.
- C. Chabert, Les Grandes Cavités Françaises, 1981.
- P. Drouin et B. Lismonde, Chartreuse Souterraine, 1985.
- Actes des Journées Pierre Chevalier - Grenoble 8-12 mai 1991 - Mémoires du Spéléo-Club de Paris no 16 - S.C. Paris - C.A.F. - Spéléologues Grenoblois. Article assez complet sur la vie, les activités montagnardes et spéléologiques de Pierre Chevalier.
- L’Aventure Souterraine en Savoie, C.D.S. Savoie, 1993.
- Cent Ans de Spéléologie Française - F.F.S, Spelunca Mémoires no 17, 1993 - Actes du Symposium d’Histoire de la Spéléologie - Millau, 1er et 2 juillet 1988.
- La Diau - 1995 - Bresse-Bugey-Spéléo - S.C. Annecy - S.G.C.A.F. - S.S.S. Genève.
- Les Rapports Bourgin, Années 1934 à 1951,  C.D.S. 38 - J.-P. Méric - 1997 - Collection Archives et Documents no 3.
- La Dent de Crolles et son réseau souterrain, Comité départemental de spéléologie de l'Isère, 1997  (ISBN 2-902670-38-9), 303 p. [lire en ligne]
- B. Chirol, Histoire de la Spéléologie dans l’Ain - 2001.